# Prédio na rua Treze de Maio, n.º 13
O Prédio à Rua Treze de Maio, n. 13 é uma edificação localizada em Cachoeira, município do estado brasileiro da Bahia. Foi é um sobrado tombado pelo Instituto do Patrimônio Histórico e Artístico Nacional (IPHAN) em 1943, através do processo de número 268.
Atualmente funciona no endereço a Fundação Hansen Bahia, com museu e galeria.

## Arquitetura
A construção do início do século XIX, destaca-se por sua volumetria e características arquitetônicas. Possui pequeno oitão e quintal, desenvolvendo-se em três pavimentos; o último, provavelmente acrescido na segunda metade do século passado. Do agenciamento primitivo de sua planta de forma trapezoidal tem-se poucas informações, devido às transformações promovidas pelos vários usos, já tendo abrigado a Cia. de Charutos Pook, Ginásio Ana Nery e depósitos para material de construção. Presume-se, contudo, que não diferisse do tradicional esquema de casa colonial, de corredor central.
Sua imponente fachada destaca-se pelas dimensões e pelo requinte dos elementos arquitetônicos. Na loja, dez portas e uma janela, são encimadas por onze janelas rasgadas com gradil de ferro batido, o que se repete no último pavimento com janelas de peitoril. Todas as envazaduras têm vergas curvas e, nos andares superiores, são emolduradas por requintadas cercaduras do tipo D. Maria I, em estuque. Segundo a tradição, D.Pedro II ali teria se hospedado, em 1859.

## Tombamento
Foi tombado pelo IPHAN em 1943, recebendo tombo de belas artes (Inscrição 275/19493.